# Marquesado de Zurgena
El marquesado de Zurgena es un título nobiliario español creado por el rey Alfonso XIII de España mediante real decreto del 22 de abril de 1920 y real despacho expedido el 27 de mayo del mismo año a favor de María del Carmen Silvela y Castelló, como premio a los servicios que su padre Luis Silvela y Casado, alcalde de Madrid, ministro de la Corona y diputado a Cortes, prestó a la nación.

## Denominación
Su nombre hace referencia al municipio de Zurgena, en la provincia de Almería, circunscripción electoral por la que Luis Silvela fue diputado durante más de veinte años.

## Marqueses de Zurgena
|                           | Titular                                   | Periodo                   |
| Creación por Alfonso XIII | Creación por Alfonso XIII                 | Creación por Alfonso XIII |
| ------------------------- | ----------------------------------------- | ------------------------- |
| I                         | María del Carmen Silvela y Castelló       | 1920-1979                 |
| II                        | María del Carmen de Urquijo y Gómez-Acebo | 1982-actual titular       |

## Historia de los marqueses de Zurgena
- María del Carmen Silvela y Castelló (m. Madrid, 4 de septiembre de 1979), I marquesa de Zurgena.[1]

Casó el 25 de marzo de 1917 con Juan Gómez-Acebo y Modet (1893-13 de enero de 1950), hijo del III marqués de Cortina. Designó como sucesora a su nieta materna, hija de María del Carmen Gómez-Acebo y Silvela y de su esposo Francisco Javier de Urquijo y Losada, XIV conde de Santiago de Calimaya, que sucedió el 9 de junio de 1982, tras orden del 23 de octubre de 1981 (BOE del 18 de noviembre):
- María del Carmen de Urquijo y Gómez-Acebo, II marquesa de Zurgena.[1]

Casó con Matías de Bores y Saiz (n. 1939), marqués de Ariño.